# Corymbe
Pour les articles homonymes, voir Corymbe (homonymie).

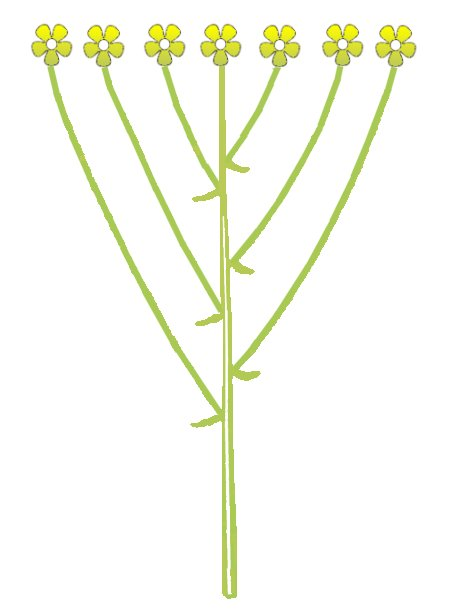
Schéma du corymbe

En botanique, le corymbe (du grec ancien κόρuμβος, korumbos « sommet, cime ») est une inflorescence simple, indéfinie, dans laquelle l'ensemble des fleurs se trouvent dans le même plan, un peu comme dans une ombelle, et leurs pédoncules insérés sur la tige de façon étagée comme dans une grappe, les pédoncules étant d'autant plus longs que les fleurs sont périphériques.
C'est en quelque sorte une grappe aplatie. D'ailleurs, le mot "corymbe" vient du latin corymbus (« grappe de lierre »).

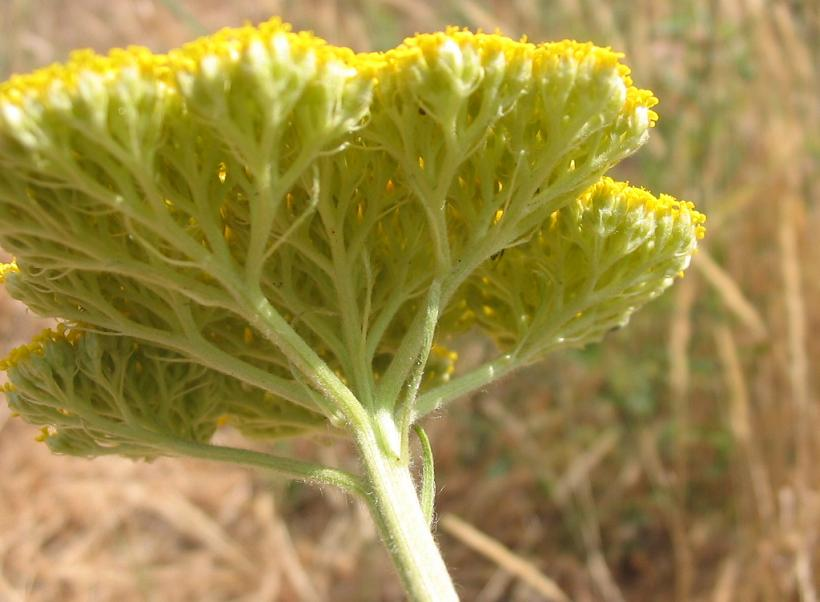
Corymbe composé dAchillea filipendulina

On trouve aussi des corymbes composés, comme les corymbes composés de capitules de certaines Astéracées, qui étaient appelées corymbifères. Exemple : l'achillée millefeuille, dont les inflorescences denses ressemblent de loin à des ombelles.